# Dampierre-sur-le-Doubs
Dampierre-sur-le-Doubs là một xã của tỉnh Doubs, thuộc vùng Franche-Comté, miền đông nước Pháp.